# Ligusticum marginatum
Ligusticum marginatum är en flockblommig växtart som beskrevs av Charles Baron Clarke. Ligusticum marginatum ingår i släktet strandlokor, och familjen flockblommiga växter. Inga underarter finns listade i Catalogue of Life.